# Majd Shweikeh
Majd Shweikeh es una empresaria y política jordana, actual ministra de tecnologías de la información y la comunicación y ministra de desarrollo del sector público de su país. Anteriormente se desempeñó como CEO en Orange Mobile y VTEL.

## Biografía
Estudió Finanzas en la Universidad de Yarmuk, y obtuvo un Bachelor of Science con honores en 1999. De 2000 a enero de 2006, fue directora financiera de Orange Mobile, luego se convirtió en presidenta ejecutiva de Orange Mobile y vicepresidenta de Jordan Telecom Group, y permaneció en los cargos hasta mayo de 2010. En julio de 2010 fue nombrada presidenta ejecutiva de VTEL Holdings, y en junio de 2011, directora general del grupo VTEL Middle East and Africa Limited.
Después de denunciar en Twitter la falta de mujeres en las juntas directivas de las universidades jordanas, se le pidió a Shweikeh que se reuniera con el primer ministro Abdullah Ensour en su oficina. Después de preguntarle sobre sus planes sobre las TIC, la invitó a formar parte del gobierno. El 2 de marzo de 2015, Shweikeh fue nombrada ministra de tecnologías de la información y la comunicación del segundo gabinete de Ensour.
En el gabinete de Hani Al-Mulki, que fue juramentado el 1 de junio de 2016, Shweikeh mantuvo su puesto ministerial. Permaneció en el cargo después de una remodelación del gabinete el 28 de septiembre de 2016, convirtiéndose en una de las dos mujeres en el gabinete de 29 miembros. Ese mismo día también fue nombrada como ministra de desarrollo del sector público reemplazando a otra mujer, Yasera Ghosheh.
En 2016, la revista Forbes la ubicó en noveno lugar dentro de las «10 mujeres árabes en el gobierno más poderosas» de ese año.